# El Cobertizo
El Cobertizo fue la principal librería LGBT de Valencia durante su existencia. Así pues, estaba especializada en literatura gay, lésbica y transgénero.
Fue inaugurada en abril de 1997 en el barrio de El Carmen. La librería se situaba en el número 3 de la plaza de Vicente Iborra, en lo que se considera el centro de la ruta LGBT del barrio. Antes en su lugar existió la librería Macondo, que también funcionaba como papelería y disponía de prensa escrita.
Además de vender libros, el local acogía eventos que involucraban al colectivo LGBT de otras formas. Pasaron por él personalidades como Luis Antonio de Villena, Pierre et Gilles, Boris Izaguirre, Eduardo Mendicutti, Lluís Fernández, Lawrence Schimel y Ricardo Llamas, que presentaron sus obras literarias allí.
El impulsor del proyecto, Joan Alberni, pretendía crear un espacio de difusión de la cultura LGBT y superar la idea de que esta se limitaba a los bares y discotecas de ambiente. Conocer librerías de esta misma temática en el extranjero, como en Berlín, Colonia y Londres, lo motivó a llevar a cabo esta empresa. Fundó la librería acompañado Wilfred Bachor, que posteriormente sería socio y codirector del negocio.
Tomaron el nombre del establecimiento del del protagonista de la novela The Man Who Fell in Love with the Moon (1991) de Tom Spanbauer, que en la versión original se llama Out-In-The-Shed o Shed. En consecuencia, Alberni se alegró inmensamente de que dicho autor visitara la librería para presentar la novela In The City Of Shy Hunters (2001).
En marzo de 2004, los responsables del espacio anunciaron que este cerraría sus puertas a fin de mes. La causa eran los problemas económicos que afrontaba el local dada la competencia con las grandes superficies. El último acto en El Cobertizo consistió en la presentación del libro Hombres de mármol de José Miguel García Cortés sobre la masculinidad, realizada por Giulia Colaizzi, David Pérez y Juan Vicente Aliaga el día 31 de marzo de 2004.